# Kimberly Peirce
Kimberly Peirce (Harrisburg, Pensilvania, 8 de marzo de 1967) es una directora, guionista y productora de cine estadounidense, abiertamente lesbiana, principalmente conocida por su película Boys Do not Cry (1999), que supuso su debut cinematográfico. En octubre de 2013 se estrenó Carrie, el remake de la película de 1976 dirigida por Brian de Palma, y basada en la novela homónima de Stephen King.

## Biografía
Aunque nació en Harrisburg, cuando tenía tres años la familia se trasladó a Nueva York, y cuando tenía once a Miami (Florida). Mientras estudiaba en la Universidad de Chicago se fue a vivir a Kobe (Japón) durante dos años, donde trabajó como fotógrafa y dando clases de inglés; posteriormente regresó a Nueva York, donde siguió trabajando de fotógrafa para la revista Time, antes de volver a la Universidad de Chicago para licenciarse en Literatura Inglesa y Japonesa. Finalmente, estudió en la Universidad de Columbia para conseguir un Master en Cine. 

## Trayectoria profesional
Durante sus estudios de cine rodó el cortometraje The Last Good Breath, que llegó a proyectarse en el Festival Internacional de Cine de Locarno. En aquella época leyó un artículo sobre la historia de Brandon Teena, un adolescente transgénero de Lincoln (Nebraska) que fue violado y asesinado. Dejando el proyecto de su tesis de banda, Peirce fue a Falls City (Nebraska) a entrevistar a las personas que se relacionaron con Teena y asistir al juicio. Fruto de aquella investigación salió un cortometraje, que resultó nominado al Premio Princess Grace y que le hizo obtener a Peirce una beca Astrea Production.
Cuando la productora cinematográfica Christine Vachon vio el corto, ambas comenzaron a trabajar en la versión larga de la historia, preparando la película Boys Do not Cry. Peirce consiguió una beca de la New York Foundation for the Arts, y con la ayuda del Filmmakers, Writers and Producers Labs del Instituto de Sundance pudo completar la película en 1999. 
Esta se convirtió en una de las más aclamadas del año, e inauguró los festivales de cine de Venecia, Toronto y Nueva York, consiguiendo varios galardones, entre los que destaca el Oscar y el Globo de Oro a la mejor actriz que se llevó su protagonista, Hilary Swank, mientras que Chloë Sevigny estuvo nominada al Oscar y al Globo de Oro a la mejor actriz secundaria. Peirce ganó el premio al mejor director novel, otorgado por la National Board of Review, y el de mejor nuevo cineasta, concedido por la Boston Society of Film Critics. La película consiguió también el Premio Internacional de la Crítica a la mejor película, tanto en el Festival de Londres como en el de Estocolmo, el premio de la Fundación Satyajit Ray a la mejor película de debut; la crítica de cine de The New York Times Janet Maslin la catalogó como la "mejor película estadounidense", y Roger Ebert, del Chicago Sun-Times la puntuó con cuatro estrellas, su máxima calificación.
En 2005, inspirándose en historias reales de soldados estadounidenses, incluida la de su propio hermano, que volvían a casa después de haber luchado en la guerra de Irak, Peirce comenzó a trabajar en Stop-Loss, viajando por el país para entrevistar a soldados sobre sus experiencias. La película se estrenó en 2008; recibió buenas críticas, y Peirce obtuvo los premios de dirección Hamilton Behind the Camera True-Grit y Andrew Sarris.
Posteriormente dirigió Carrie, estrenada en 2013, y que es un remake de la cinta de terror homónima, de 1976. La actriz Chloë Grace Moretz es la protagonista y Julianne Moore como madre de ésta.

## Filmografía
| año  | título               | como      | como      | como       | notas                            |
| año  | título               | directora | guionista | productora | notas                            |
| ---- | -------------------- | --------- | --------- | ---------- | -------------------------------- |
| 1994 | The Last Good Breath | Sí        | Sí        |            | cortometraje                     |
| 1995 | Boys Do not Cry      | Sí        | Sí        |            | cortometraje                     |
| 1999 | Boys Do not Cry      | Sí        | Sí        |            |                                  |
| 2006 | The L Word           | Sí        |           |            | Serie de televisión. 1 episodio. |
| 2008 | Stop-Loss            | Sí        | Sí        | Sí         |                                  |
| 2013 | Carrie               | Sí        |           |            |                                  |